# Ceratinella holocerea
Ceratinella holocerea är en spindelart som beskrevs av Chamberlin 1948. Ceratinella holocerea ingår i släktet Ceratinella och familjen täckvävarspindlar. Inga underarter finns listade i Catalogue of Life.